# تپه گنج
تپه گنج مربوط به دوران‌های تاریخی پس از اسلام است و در شهرستان تربت جام، بخش نصرآباد، روستای کاریزان واقع شده و این اثر در تاریخ ۲۷ مرداد ۱۳۸۲ با شمارهٔ ثبت ۹۵۹۷ به‌عنوان یکی از آثار ملی ایران به ثبت رسیده است.